# Скегино
Скегино (итал. Scheggino) је насеље у Италији у округу Перуђа, региону Умбрија.
Према процени из 2011. у насељу је живело 273 становника. Насеље се налази на надморској висини од 282 м.

## Становништво
Према резултатима пописа становништва 2011. у општини је живело 481 становника.
| 1931. | 1936. | 1951. | 1961. | 1971. | 1981. | 1991. | 2001. | 2011. |
| ----- | ----- | ----- | ----- | ----- | ----- | ----- | ----- | ----- |
| 894   | 890   | 887   | 777   | 624   | 550   | 493   | 458   | 481   |